# 스콧 스타이너
스캇 스타이너(영어: Scott Steiner, 1962년 7월 29일 ~ )는 미국의 프로레슬링선수다. 본명은 스캇 칼 리치스타이너(영어: Scott Carl Rechsteiner)이다. 1986년에 프로레슬링 입문했다. 前 아마추어 레슬링, WCW, WWE, TNA 출신이자 現 GFW 소속으로 활동하고 있다. 형 역시 프로레슬링선수인 릭 스타이너이다. 키는 180cm에 몸무게는 125kg으로 밝혀졌다.

## 수상
- CWE 123Approved.ca 텔레비전 챔피언 1회
- CWI 헤비웨이트 챔피언 1회
- CWA 태그팀 챔피언 3회 - 빌리 트래비스 (2회), 제드 그런디 (1회)
- 더치 헤비웨이트 챔피언 1회
- NWA 미드 아틀란틱 헤비웨이트 챔피언 1회
- NWA 미드 아틀란틱 태그팀 챔피언 1회 - 릭 스타이너 (1회)
- NWA 미드 아틀란틱 하드코어 챔피언 1회
- IWGP 태그팀 챔피언 2회 - 릭 스타이너 (2회)
- PCW 태그팀 챔피언 1회 - 릭 스타이너 (1회)
- PWA 태그팀 챔피언 1회 - 릭 스타이너 (1회)
- PACW 태그팀 챔피언 1회 - 릭 스타이너 (1회)
- RKK 태그팀 챔피언 1회 - 어비스 (1회)
- SSCW 헤비웨이트 챔피언 1회
- WWA 월드 헤비웨이트 챔피언(World Wrestling All-Stars) 1회
- WWA 월드 헤비웨이트 챔피언(World Wrestling Association (Indianapolis)) 1회
- WWA 월드 태그팀 챔피언(World Wrestling Association (Indianapolis)) 1회 - 제리 그레햄 주니어 (1회)
- WWC 유니버셜 헤비웨이트 챔피언 1회
- WLW 태그팀 챔피언 1회 - 카일 로버츠 (1회)
- NWA 월드 태그팀 챔피언 (미드 아틀란틱 버전) 1회 - 릭 스타이너 (1회)
- WCW 월드 헤비웨이트 챔피언 1회
- WCW 유나이티드 스테이츠 챔피언 2회
- WCW 월드 텔레비전 챔피언 2회
- WCW 월드 태그팀 챔피언 6회 - 릭 스타이너 (6회)
- WCW 유나이티드 스테이츠 태그팀 챔피언 1회 - 릭 스타이너 (1회)
- WCW 7대 트리플 크라운
- WWE 월드 태그팀 챔피언 (구 버전) 2회 - 릭 스타이너 (2회)
- 임팩트 월드 태그팀 챔피언 2회 - 부커 T (1회), 일라이 드레이크 (1회)
- WWE 명예의 전당 헌액자 (2022년)